# 2,2-双(对氯苯基)-1,1-二氯乙烷
2,2-双(对氯苯基)-1,1-二氯乙烷（DDD）是DDT主要代谢产物之一。

## 历史
1943年首先由嘉基公司合成。后来由Rohm Haas公司开发为商品。

## 制备
可由二氯乙醛与氯苯缩合而得。工业品DDT根据来源一般含有0.3%或<4%的DDD。

## 用途
用作杀虫剂。用于果树和蔬菜害虫的防治。

## 毒性
LD50 100-113mg/kg（大鼠口服）
LD50 300-500mg/kg（哺乳類動物）
此毒藥對人體毒性較低,但對老鼠毒性較大。